# Haß und Liebe
Haß und Liebe ist ein US-amerikanischer Western aus dem Jahr 1920 von Edwin Carewe mit Rosemary Theby in der Hauptrolle. Der Film wurde von Pathé Exchange in den Verleih gebracht und basiert auf dem Bühnenstück Rio Grande von Augustus Thomas.

## Handlung
Bitte korrigieren: Kehrt er mit Maria zurück oder mit Alice?
Felipe Lopez hasst alle Amerikaner, die er verächtlich „Gringos“ nennt, obwohl seine Frau Alice selbst Amerikanerin ist. Eines Tages nimmt er seine kleine Tochter Maria mit und überquert die Grenze in die USA. Dort lässt er Alice und ihren Adoptivsohn Danny O’Neil zurück und kehrt mit Alice heim nach Mexiko.
Jahre später ist Maria eine Rebellin, die mit ihrem Vater gegen die mexikanische Regierung kämpft, während Danny Mitglied der Texas Rangers geworden ist. Auf der Flucht vor den Feinden ihres Vaters trifft Maria auf Danny. Da sie ihren Adoptivbruder nicht erkennt, lädt sie ihn zu einem Tanzfest auf die Hacienda ihres Vaters ein. Danny trotzt vielen Gefahren, um zum Ball zu gehen, wo er gefangen genommen wird, aber mit Marias Hilfe entkommt.
Später führt Maria einen Angriff auf eine amerikanische Stadt an, in dem Glauben, dass Danny für die Gefangennahme ihres Vaters verantwortlich ist. Die Mexikaner wurden geschlagen und Maria gefangen genommen. Der im Sterben liegende Felipe informiert Maria, dass Dannys Pflegemutter Alice tatsächlich ihre eigene Mutter ist. Maria erkennt die Torheit ihres Verhaltens und ihre Liebe zu Danny und kehrt nach Mexiko zurück, um den Schulkindern beizubringen, ihre amerikanischen Nachbarn zu lieben. Nachdem Maria ihre Buße getan hat, akzeptiert sie Dannys Liebe.

## Hintergrund
In einer Nachrichtenmeldung vom 3. November 1919 wurde bekannt gegeben, dass der Produzent, Autor und Regisseur Carewe an die Westküste reiste, um mit der Arbeit an einer Reihe von Filmen für die Veröffentlichung von Pathé zu beginnen. Die Dreharbeiten zu „Rio Grande“ begannen im Dezember 1919 in den Brunton Studios in Hollywood.
Einem weiteren Bericht vom 14. Februar 1920 zufolge dienten etwa 500 Mexikaner und Cowboys als Komparsen in Massenszenen. 100 ausgebildete Tänzer wurden in einer Tanzfestszene eingesetzt. In einem im November 1920 im Photo-Play Journal veröffentlichten Interview behauptete die Hauptdarstellerin Rosemary Theby, sie sei am Set des „Blut-und-Donner-Dramas“ mehrmals verletzt worden.
Die Dreharbeiten wurden Ende Januar 1920 abgeschlossen. Zur gleichen Zeit wurde berichtet, dass das Drehbuch von Carewe und Madge Tyrone für die Menschen in Mexiko „einen faires Handel“ gemacht habe, indem es mexikanische Charaktere in verschiedenen Rollen darstelle und sie nicht auf Bösewichte reduziere. In den Grenzstädten soll das Vorabinteresse an dem Film groß gewesen sein. Der Film war im ersten Monat seiner Veröffentlichung von über 2.000 Kinobetreibern gebucht worden, was dazu beitrug, dass Pathé im Mai 1920 die bisher höchste Anzahl an Buchungen für einen Monat verzeichnen konnte.

## Veröffentlichung
Die Premiere des Films fand am 25. April 1920 statt. In Österreich kam er 1922 in die Kinos.